# Đội bay siêu đẳng
Đội bay siêu đẳng (tiếng Anh: Super Wings) (tiếng Hàn Quốc: 출동! 슈퍼윙스) (tiếng Trung: 超级飞侠) là một bộ phim hoạt hình truyền hình được đồng sản xuất bởi FunnyFlux Entertainment ở phía Hàn Quốc, Công ty trách nhiệm hữu hạn Tập đoàn Alpha ở phía Trung Quốc, và Little Airplane Productions ở Hoa Kỳ, với sự hỗ trợ sản xuất từ EBS và CJ E&M ở phía Hàn Quốc, và hỗ trợ bổ sung từ KOCCA.

## Các nhân vật
| Tiếng Anh                        | Tiếng Hàn       | Tiếng Trung Quốc | Màu / Đội                         |
| -------------------------------- | --------------- | ---------------- | --------------------------------- |
| Jett                             | 호기            | 乐迪             | ■Đỏ ■Trắng                        |
| Donnie                           | 도니            | 多多             | ■Vàng / Build-It Buddies          |
| Dizzy                            | 아리            | 小爱             | ■Hồng ■Trắng / Rescue Riders      |
| Jerome                           | 재롬            | 酷飞             | ■Xanh nhạt                        |
| Paul                             | 봉반장          | 包警长           | ■Xanh nhạt ■Trắng / Police Patrol |
| Ông Albert                       | 다알지 할아버지 | 胡须爷爷         | ■Cam                              |
| Mira                             | 미나            | 小青             | ■Xanh / Wild Team                 |
| Bello                            | 주주            | 卡文             | ■Đen ■Trắng                       |
| Astra                            | 샛별            | 米莉             | ■Trắng / Galaxy Wings             |
| Chase                            | 에이스          | 酷雷             | ■Xanh đậm                         |
| Todd                             | 두두            | 金刚             | ■Nâu                              |
| Flip                             | 피구            | 淘淘             | ■Đỏ                               |
| Jimbo                            | 코보            | 金宝             | –                                 |
| Sky                              | 하늘            | 安琪             | –                                 |
| Roy                              | 로이            | 皮皮             | –                                 |
| Poppa Wheels                     | 파파트럭        | 卡尔             | –                                 |
| Big Wing                         | 빅윙            | 大鹏             | –                                 |
| Neo                              | 네오            | 圆圆             | ■Vàng                             |
| Crystal                          | 보라            | 雪儿             | ■Tím                              |
| Bucky                            | 버키            | 巴奇             | ■Cam ■Vàng                        |
| Storm                            | 우주            | 小风             | –                                 |
| Golden Boy                       | 골든 보이       | 金小子           | ■Vàng                             |
| Sunny                            | 써니            | 佩佩             | ■Cam                              |
| Leo                              | 레오            | 雷克             | ■Xanh nhạt                        |
| Mission Team (Season 3) Nhân vật |                 |                  |                                   |
| Sparky                           | 로키            | 活潑的           | Rescue Riders                     |
| Zoey                             | 조이            | 佐伊             | Rescue Riders                     |
| Remi                             | 레미            | 雷米             | Build-It Buddies                  |
| Scoop                            | 포키            | 舀               | Build-It Buddies                  |
| Astro                            | 한별            | 天文             | ■Trắng / Galaxy Wings             |
| Rover                            | 로버            | 流浪者           | Galaxy Wings                      |
| Swampy                           | 누피            | 沼澤的           | Wild Team                         |
| Willie                           | 해리            | 威利             | Wild Team                         |
| Kim                              | 김순경          | 金               | Police Patrol                     |
| Badge                            | 배형사          | 徽章             | Police Patrol                     |